# ABC Kids
ABC Kids (também conhecido como Disney's ABC Kids, e originalmente intitulado One Saturday Morning da Disney até 7 de setembro de 2002) é um extinto bloco de programação infantil que foi ao ar na ABC de 13 de setembro de 1997 a 27 de agosto de 2011.De séries de animação e live-action da Walt Disney Television Animation e (a partir de 2001) da rede de televisão por cabo Disney Channel, dirigida a crianças entre 7 e 14 anos.
O bloco foi ao ar regularmente nas manhãs de sábado nos Estados Unidos, embora alguns programas dentro da programação fossem ao ar aos domingos em algumas partes do país devido a preferências de estação para programação não educacional ou problemas de agendamento com transmissões esportivas regionais ou de rede. Sob a marca original "One Saturday Morning", o bloco também foi ao ar no Canadá no CTV de 1997 a 2002, e no Baton Broadcast System (BBS) de 1997 até ser integrado ao CTV em 1998.
Após cinco anos de repetições de programas introduzidos no bloco antes da temporada de 2007-08, a ABC decidiu que deixaria de fornecer programação para crianças durante o horário de sábado, e entrou em acordo com a Litton Entertainment para programar esse período o bloco que resultou deste acordo - o Litton's Weekend Adventure, que é estruturado como um pacote de distribuição distribuído com exclusividade virtual para as estações e afiliadas da ABC - substituiu a ABC Kids em 3 de setembro de 2011.